# گمینا پووانگتس
گمینا پووانگتس (به لهستانی:  Gmina Połaniec) یک گمینا در لهستان است که در شهرستان ستاشوف واقع شده‌است. گمینا پووانگتس ۷۵٫۰۱ کیلومتر مربع مساحت و ۱۱٬۸۴۸ نفر جمعیت دارد.

## خواهرخوانده
شهر ویجیانو خواهرخواندهٔ گمینا پووانگتس هست.